# Tanjung Sanai I
Tanjung Sanai I is een bestuurslaag in het regentschap Rejang Lebong van de provincie Bengkulu, Indonesië. Tanjung Sanai I telt 1582 inwoners (volkstelling 2010).